# Max Butting
Max Butting (* 6. Oktober 1888 in Berlin; † 13. Juli 1976 ebenda) war ein deutscher Komponist.

## Leben

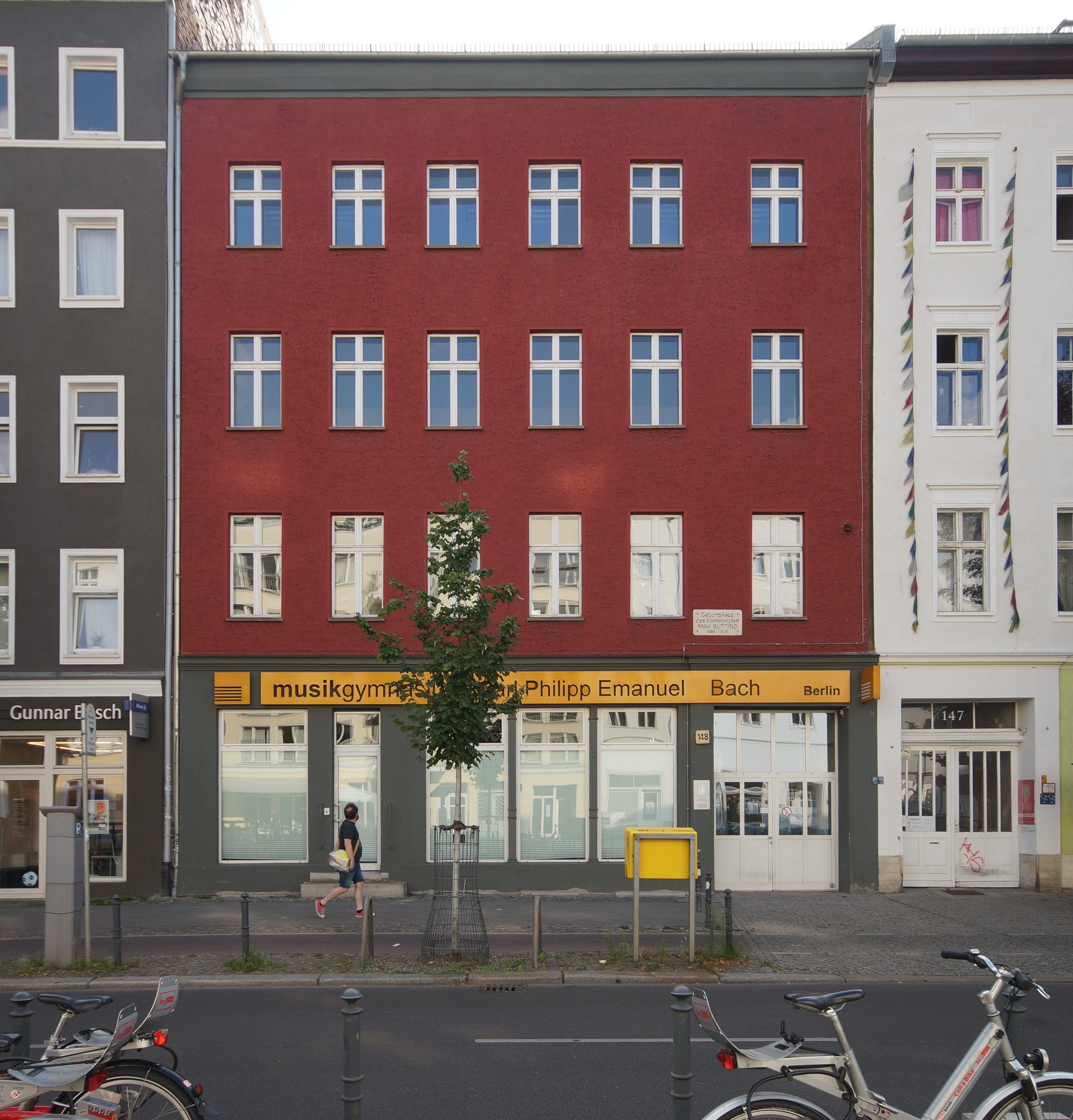
Max Buttings Geburtshaus in der Brunnenstraße 148

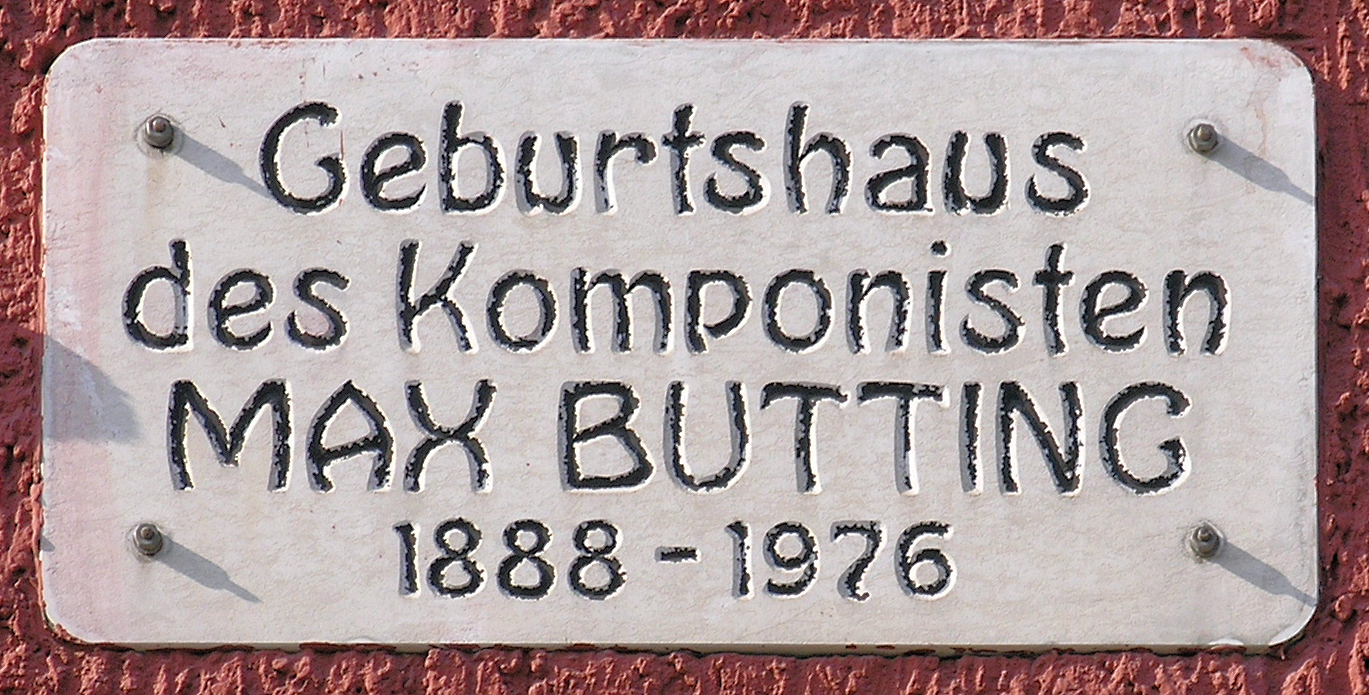
Gedenktafel am Haus Brunnenstraße 148, in Berlin-Mitte

Max Butting war der Sohn eines Eisenhändlers und einer Klavierlehrerin. Ersten Musikunterricht erhielt er von seiner Mutter sowie später von dem Organisten Arnold Dreyer. Nach dem Besuch des Realgymnasiums studierte er von 1908 bis 1914 an der Akademie der Tonkunst in München. Dort nahm er Unterricht in Komposition bei Friedrich Klose und Walter Courvoisier, in Dirigieren bei Felix Mottl und Paul Prill, sowie in Gesang bei Karl Erler. Zeitweilig besuchte er Vorlesungen in Psychologie, Philosophie, Kunst- und Literaturgeschichte an der Ludwig-Maximilians-Universität München. Zu seinen Professoren gehörten Alexander Pfänder, Theodor Lipps und Wilhelm Specht. Buttings Ausbildung zum Komponisten erfolgte größtenteils in Privatstunden bei Walter Courvoisier, dies hatte ihm Klose nach einem Zerwürfnis nahegelegt.
Im Ersten Weltkrieg wurde Butting wegen seines schlechten Gesundheitszustandes nicht zum Militärdienst eingezogen. Als er 1919 nach Berlin zurückkehrte, trat er auf Drängen seines Vaters als Gehilfe in dessen Geschäft ein, wo er bis 1923 arbeitete. Für seine kompositorische Betätigung wurden ihm aber ausreichend Freiräume gelassen. Er fand Kontakt zu anderen jungen Künstlern und befreundete sich unter anderem mit Walter Ruttmann und Philipp Jarnach. 1921 wurde Butting in die linksorientierte Novembergruppe aufgenommen, deren musikalische Veranstaltungen er bis 1927 leitete. 1925 war er in den „Sozialistischen Monatsheften“ als Musikjournalist tätig. Größere Bekanntheit erlangten seine Werke durch Aufführungen auf den Musikfesten der Gesellschaft für Neue Musik, in deren deutscher Sektion Butting zwischen 1925 und 1933 als Vorstandsmitglied arbeitete. In diesem Rahmen beteiligte er sich auch an den Donaueschinger Musiktagen. 1925 wurden seine 5 Stücke für Streichquartett bei den III. Weltmusiktagen der Internationalen Gesellschaft für Neue Musik (ISCM World Music Days) in Venedig aufgeführt, 1929 dirigierte Hermann Scherchen in Genf Buttings dritte Sinfonie bei den VII. Weltmusiktagen, was diesem auch auf internationaler Ebene Anerkennung einbrachte. Im gleichen Jahr wurde der Komponist stellvertretender Vorsitzender der Genossenschaft deutscher Tonkünstler.
Max Butting gehörte zu den ersten Komponisten, die sich intensiv mit dem Medium Rundfunk auseinandersetzten. So war er zwischen 1926 und 1933 Mitglied des Kulturbeirates der Funkstunde und von 1928 bis 1933 Leiter eines Studios für Rundfunkinterpretation am Klindworth-Scharwenka-Konservatorium. Daneben hielt er an der Rundfunkversuchsstelle der Berliner Hochschule für Musik Meisterkurse für Hörspielkomposition ab. Einer seiner dortigen Schüler war Ernst Hermann Meyer.
Im Januar 1933 wurde Butting zum Mitglied der Preußischen Akademie der Künste ernannt. Allerdings zeigte sich bald nach der „Machtübernahme“ Hitlers, dass er den Nationalsozialisten als „Musik-Bolschewist“ unerwünscht war, „da er zu den Musikern gehörte, die in den Jahren des Verfalls führend an der Zersetzung des deutschen Musiklebens mitgearbeitet hat.“ Noch bis 1938 konnte Butting in der Urheberrechtsgesellschaft STAGMA als Direktor der Vermittlungsabteilung mitarbeiten. Ab 1939 musste er wieder von der Eisenwarenhandlung seines Vaters existieren, die er nach dessen Tod 1932 zunächst einem Teilhaber überlassen hatte. Am 20. Februar 1940 beantragte er die Aufnahme in die NSDAP und wurde zum 1. Juni desselben Jahres aufgenommen (Mitgliedsnummer 7.623.597).

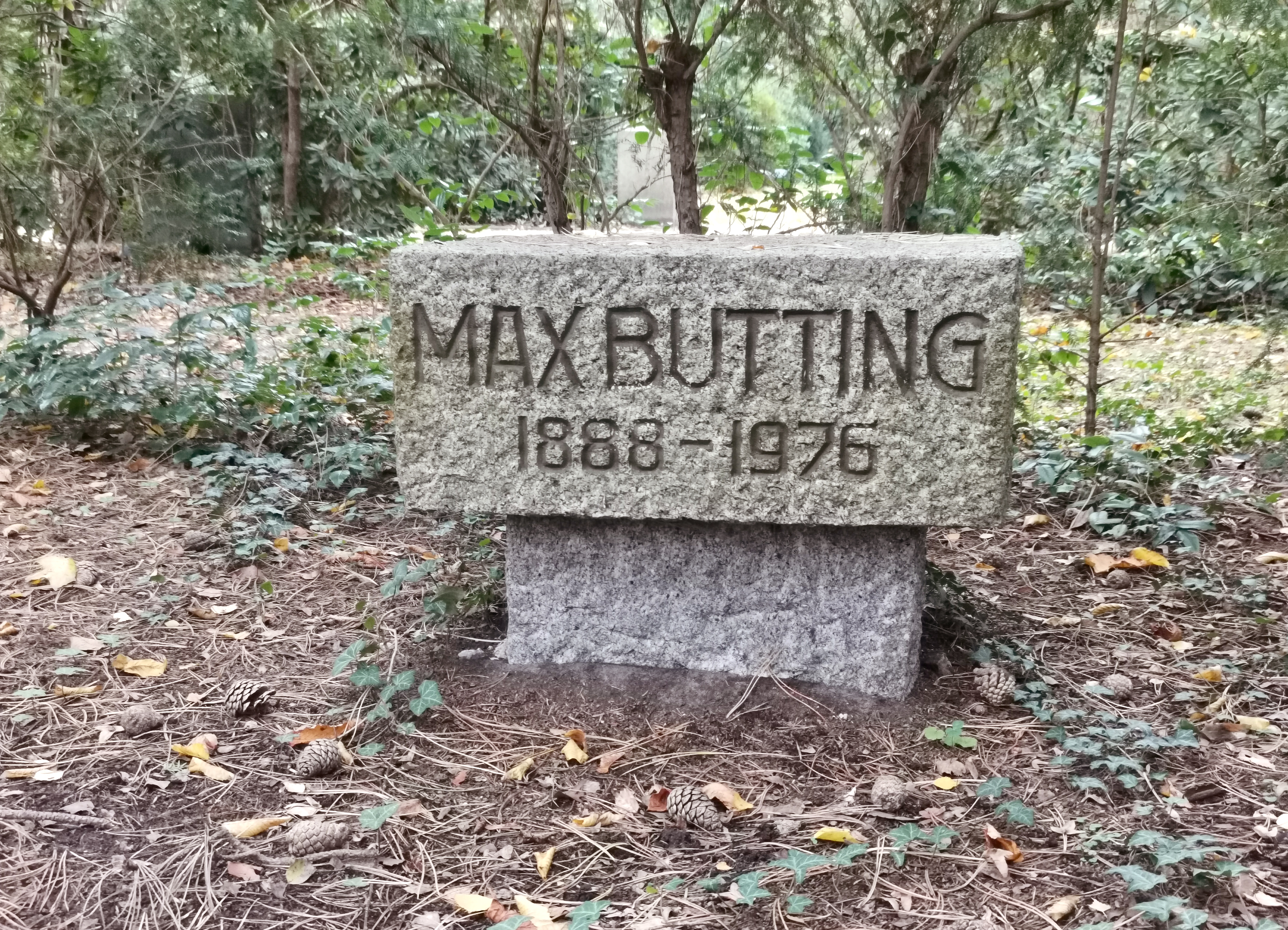
Grab auf dem Friedhof Pankow III, Abt. UWG

Nach dem Zweiten Weltkrieg gab Butting diese kaufmännische Tätigkeit auf, lebte in Ost-Berlin wieder als freier Komponist und wirkte am Wiederaufbau der STAGMA/GEMA und der Interessengemeinschaft Deutscher Komponisten (IDK) mit. 1948 wurde er in den Kulturbund aufgenommen und zum Cheflektor im Staatlichen Rundfunkkomitee der DDR ernannt. 1950 gehörte er zu den Gründungsmitgliedern der Deutschen Akademie der Künste, als deren Vizepräsident er von 1956 bis 1959 amtierte. Ab 1951 war er Vorstandsmitglied des Verbandes Deutscher Komponisten und Tonsetzer (VdK der DDR), sowie Vorsitzender des Beirates der Anstalt zur Wahrung der Aufführungs- und Vervielfältigungsrechte auf dem Gebiet der Musik (AWA).
In der DDR erhielt Butting zahlreiche Ehrungen:
- 1954: Nationalpreis der DDR III. Klasse für Kunst und Literatur
- 1961: Vaterländischen Verdienstorden in Silber und 1970 in Gold
- 1968: Ehrendoktortitel der philosophischen Fakultät der Humboldt-Universität zu Berlin
- 1973: Nationalpreis der DDR II. Klasse für Kunst und Literatur

Die letzte Ruhe fand Max Butting auf dem Friedhof Pankow III.

## Tonsprache
Buttings Musik knüpfte zunächst stilistisch an Anton Bruckner und Max Reger an. In den 1920er Jahren näherte er sich moderneren Strömungen an. So gelang es ihm allmählich, einen ausgeprägten persönlichen Stil zu entwickeln. Vorrangig von kontrapunktischer Arbeit geprägt, steht dieser dem musikalischen Neoklassizismus sowie dem Expressionismus nahe. Die metrisch-rhythmische Gestaltung ist meist sehr differenziert und enthält häufig Wechsel der Taktart. Die Harmonik bewegt sich innerhalb einer oft dissonant geschärften Tonalität. Gelegentlich finden sich auch zwölftönige Themen, so zum Beispiel in der Sinfonie Nr. 9. Allerdings entwickelte Butting aus diesem Material nie eine echte Dodekaphonie im Sinne des von ihm kritisch bewunderten Arnold Schönberg. Formal orientierte sich der Komponist zwar an traditionellen Modellen, wie dem Sonatensatz, variierte diese jedoch häufig oder gab sie in nicht wenigen Werken zugunsten durchkomponierter Entwicklungsformen ganz auf. Er zeigte sich stets darum bemüht, für jedes Werk eine individuelle Formlösung zu finden. Hierin kann sein Sinfonieschaffen als exemplarisch angesehen werden, in welchem von der Einsätzigkeit bis zur Fünfsätzigkeit alle Möglichkeiten der zyklischen Gestaltung vertreten sind.
War er vor 1945 eher mäßig produktiv und in der Zeit des Nationalsozialismus fast völlig verstummt, so erlebte Butting nach Kriegsende einen neuen Schaffensschub. Die Tatsache, dass die bei weitem größte Anzahl seiner Werke in der DDR entstand, ist daraus zu erklären, dass der Komponist es sich nun zu einer seiner Aufgaben machte, auch „Gebrauchsmusik“ zu schreiben, welche die staatliche Forderung nach einer volksnahen, leicht verständlichen Kunst erfüllen sollte. Er knüpfte damit an einige von ihm bereits Ende der 1920er Jahre speziell für den Rundfunk geschriebene Werke an, die stilistisch der gehobenen Unterhaltungsmusik nahestehen.
Im Zentrum von Buttings Schaffen stehen seine zehn Sinfonien, die ihn als einen der bedeutendsten deutschen Sinfoniker seiner Generation ausweisen. Hinzu kommen eine Kammersinfonie für dreizehn Soloinstrumente, zwei Sinfonietten und ein Triptychon für großes Orchester.
Daneben hat er vor allem Kammermusikwerke geschrieben, unter denen zehn Streichquartette hervorheben sind. Weiterhin gehören ein Klavier-, ein Flötenkonzert, zahlreiche kürzere Orchesterstücke und überwiegend kleinformatige Klavierwerke zu seinem Schaffen.
Buttings wichtigste Vokalkompositionen sind das Oratorium Das Memorandum, die Oper Plautus im Nonnenkloster nach Conrad Ferdinand Meyer und mehrere Kantaten.

## Werke (Auswahl)

### Orchesterwerke
- Trauermusik op. 12 (1916)
- Sinfonie Nr. 1 op. 21 für 16 Instrumente (1922)
- Kammersinfonie op. 25 für 13 Instrumente (1923)
- Sinfonie Nr. 2 op. 29 (1926)
- Sinfonie Nr. 3 op. 34 (1928)
- Sinfonietta mit Banjo op. 37 (1929)
- Heitere Musik op. 38 (1929)
- Sinfonie Nr. 4 op. 42 (1942)
- Sinfonie Nr. 5 op. 43 (1943)
- Sinfonie Nr. 6 op. 44 (1953, Erstfassung 1945)
- Totentanzpassacaglia op. 51 (1947)
- Sinfonie Nr. 7 op. 67 (1949)
- Sonatine für Streichorchester op. 68 (1949)
- Konzert für Flöte und Orchester op. 72 (1950)
- Sinfonie Nr. 8 Die Urlaubsreise op. 84 (1952)
- Sinfonische Variationen op. 89 (1953)
- Fünf ernste Stücke nach Dürer op. 92 (1955)
- Sinfonie Nr. 9 op. 94 (1956)
- Sinfonietta op. 100 (1960)
- Sinfonie Nr. 10 op. 108 (1963)
- Konzert für Klavier und Orchester op. 110 (1964)
- Triptychon op. 112 (1967)
- Stationen, op. 117 (1970)
- Gespenster besuchten mich, op. 120 (1972)

### Kammermusik
- Streichquartett Nr. 1 A-Dur op. 8 (1914)
- Streichquintett c-Moll op. 10 (1915)
- Streichquartett Nr. 2 a-Moll op. 16 (1917)
- Streichquartett Nr. 3 f-Moll op. 18 (1918)
- Streichquartett Nr. 4 cis-Moll op. 20 (1919)
- Quintett für Violine, Viola, Violoncello, Oboe und Klarinette op. 22 (1922)
- Kleine Stücke für Streichquartett op. 26 (1923)
- Streichquartett Nr. 5 op. 53 (1947)
- Klaviertrio op. 54 (1947)
- Streichquartett Nr. 6 op. 90 (1953)
- Streichquartett Nr. 7 op. 95 (1956)
- Streichquartett Nr. 8 Die Nachgeburt op. 96 (1957)
- Streichquartett Nr. 9 op. 97 (1957)
- Streichquartett Nr. 10 op. 118 (1971)
- Drei Stücke für Violine-Solo op. 11 (1915)

### Klaviermusik
- Sonate op. 82 (1951)
- Sonatine für Gretl op. 87 (1952)
- Zwei Toccaten op. 88 (1953)

### Vokalmusik
- Das Memorandum op. 52, Oratorium (1949; Text: Max Butting)
- An den Frühling op. 59, Kantate (1948; Text: Max Butting)
- Der Sommer op. 61, Kantate (1948; Text: Max Butting)
- Der Herbst op. 62, Kantate (1948; Text: Max Butting)
- Der Winter op. 63, Kantate (1948; Text: Max Butting)
- Die Lügengeschichte vom schwarzen Pferd op. 71, Kantate (1949; Text: Alex Eckener)
- Plautus im Nonnenkloster op. 98, Oper (1958; Text: Hedda Zinner)
- Im Oktoberschritt, Zum 100. Geburtstag Lenins

## Schriften
- Musikgeschichte, die ich miterlebte. Henschel, Berlin 1955.